# Liste der Monuments historiques in Fouquenies
Die Liste der Monuments historiques in Fouquenies führt die Monuments historiques in der französischen Gemeinde Fouquenies auf.

## Liste der Bauwerke
| Bezeichnung                 | Beschreibung | Standort | Kennzeichnung | Schutzstatus | Datum | Bild           |
| --------------------------- | ------------ | -------- | ------------- | ------------ | ----- | -------------- |
| Krypta der Kirche St-Lucien |              | (Lage)   | PA00114695    | Classé       | 1913  | weitere Bilder |

## Liste der Objekte
- Monuments historiques (Objekte) in Fouquenies in der Base Palissy des französischen Kultusministeriums